# When Strangers Marry
When Strangers Marry é um filme estadunidense de 1944, de suspense, dirigido por William Castle. Relançado com o título de Betrayed, foi classificado, pelo crítico e historiador de cinema Don Miller,  como o melhor filme B já feito.

## Sinopse
Uma ingênua mulher chega a Nova Iorque para se encontrar com o marido, um vendedor que ela conheceu alguns meses antes, e desconfia que ele pode ser um assassino.

## Reação
No ano de lançamento a Variety reagiu de forma positiva, fazendo uma ressalva com relação ao título "When Strangers Marry", que sugere uma temática de recém-casados, diversa do enredo que é na verdade um thriller psicológico sobre um assassino, com perseguição cheia de suspense e emoção.
Orson Welles disse, sobre este filme, em relação a outros do mesmo ano: "Não é tão habilidoso como Double Indemnity ou tão brilhante como Laura, mas que é melhor atuado e melhor dirigido... isso é."

## Elenco principal
| Ator           | Papel                          |
| -------------- | ------------------------------ |
| Dean Jagger    | Paul Baxter                    |
| Kim Hunter     | Millie Baxter                  |
| Robert Mitchum | Fred Graham                    |
| Neil Hamilton  | Detetive Little Blake          |
| Rhonda Fleming | Garota no trem (não-creditada) |